# Tế Lợi
Tế Lợi là một xã thuộc huyện Nông Cống, tỉnh Thanh Hóa, Việt Nam.
Xã có diện tích 10,14 km², dân số năm 2016 là 6119 người, mật độ dân số đạt 597 người/km².
Xã Tế Lợi có 10 thôn (Xóm).
1. Thôn Trường Thọ
2. Thôn Yên Bái
3. Thôn Hữu Cần
4. Thôn Hữu Kiệm
5. Thôn Liêm Chính
6. Thôn Côn Cương 1
7. Thôn Côn Cương 2.
Năm 2013 xã được công nhận là xã văn hóa và được phong tặng huy chương lao động do ủy ban nhân dân tỉnh Thanh Hóa trao tặng
Xã này nằm bên tuyến kênh Nhà Lê, là tuyến đường thủy đầu tiên trong lịch sử Việt Nam từ kinh đô Hoa Lư đến Đèo Ngang và được xem là tuyến đường Hồ Chí Minh trên sông vì những đóng góp cho các cuộc chiến tranh của người Việt.